# Джулія Робертс
Джу́лія Фіо́на Ро́бертс (англ. Julia Fiona Roberts; 28 жовтня 1967, Смирна, Джорджія, США) — американська кіноакторка та продюсерка, найоплачуваніша акторка світу (2002—2005). Володарка трьох «Золотих глобусів» з 8 номінацій, номінантка чотирьох Academy Awards, володарка премії «Оскар» Академії кіномистецтва США за роботу в фільмі «Ерін Брокович» (2000).
Здобула популярність на початку 1990-х роллю в ромкомі «Красуня», яка зібрала 463 мільйони доларів у світовому прокаті. Отримала премію «Оскар» Академії кіномистецтва США (2000) році за головну роль у фільмі «Ерін Брокович». Номінувалася на «Оскар» у категорії «найкраща акторка другого плану» за фільм «Сталеві магнолії» (1989) та в цій же категорії за роль у «Красуні» (1990). Серед найвідоміших фільмів романтичні комедії «Весілля мого найкращого друга», «Містична піца», «Ноттінг Гілл», «Наречена-втікачка», а також фільми кримінального жанру «Справа пеліканів» та «Одинадцять друзів Оушена». Загалом фільми, у яких зіграла Джулія Робертс, зібрали понад 2 мільярди доларів, що вивело її на перше місце серед усіх акторок світу за касовими зборами.
Стала однією із найвище оплачуваних акторок у світі, очолюючи за цим показником щорічну десятку «Голлівудського репортера» з 2002 по 2005 рік. З 2006 року на перше місце вийшла Ніколь Кідман. Гонорар Робертс за «Красуню» склав 300 тис. доларів, а 2003 року їй заплатили рекордну суму в 25 млн доларів за роль у фільмі «Усмішка Мони Лізи».

## Ранні роки та родина
Народилася 28 жовтня 1967 р. у місті Смирна, штат Джорджія, в родині Бетті Лу Бредемус (1934—2015) та Волтера Грейді Робертса (1933—1977). Вона має англійські, шотландські, ірландські, валлійські, німецькі та шведські корені. Батько Джулії був баптистом, мати — католичкою. Старший брат Ерік Робертс (нар. 1956), старша сестра Ліза Робертс Гіллан (1965) та племінниця Емма Робертс також обрали акторську професію.
Батьки Робертс, водночас актори й драматурги, познайомилися на театральних постановках для збройних сил. Пізніше вони заснували Майстерню акторів та письменників у центрі Атланти. Також вони керували дитячою акторською школою в Декатурі, штат Джорджія, під час вагітності Джулією. Їхню школу відвідували діти Коретти та Мартіна Лютера Кінга-молодшого; Волтер Робертс був репетитором їхньої дочки Йоланди. На знак подяки за його навчання місіс Кінг оплатила лікарняні витрати місіс Робертс, коли Джулія народилася.
Батьки одружилися в 1955 році, а 1971-го її мати подала на розлучення. З 1972 року Робертс жила в Смірні, штат Джорджія, де відвідувала початкову школу Фіцжу Лі, середню школу Гріффіна та середню школу Кемпбелл. 1972 року мати одружилася з Майклом Мотесом, який виявився жорстоким і часто не мав роботи; Джулія зневажала його. Мати розірвала шлюб 1983 через насильство чоловіка, сказавши, що рішення з ним одружитися — найбільша помилка в її житті. Батько Робертс помер від раку, коли їй було 10 років.
У дитинстві Джулія мріяла стати ветеринаркою. Вона також грала на кларнеті у шкільному оркестрі. Після закінчення середньої школи Кемпбелл у Смірні Джулія відвідувала університет штату Джорджія, проте не закінчила його. Пізніше вона вирушила до Нью-Йорка, щоб продовжити навчатися й розпочати акторську кар'єру.

## Кар'єра

### Початок
У Нью-Йорку Робертс, крім уроків акторської майстерності, займалася тренуванням вимови: південний акцент ніколи не вітався в кіно. Щоправда, незабаром вона закинула відвідування акторського курсу, не вважаючи його досить ефективним. Після численних прослуховувань і проб до фільмів Джулія (акторка була змушена змінити своє ім'я при вступі в Гільдію акторів США, оскільки там уже була акторка на ім'я Джулі Робертс) отримала крихітну роль у фільмі «Пожежна команда» 1986 року.
Трохи пізніше Робертс отримала запрошення від брата Еріка, на той час уже популярного актора, знятися в невеликій ролі його сестри в бойовику «Криваво-червоне», який, однак, цілих 3 роки чекав виходу на екрани. В цей час Робертс зіграла ще в кількох картинах. У фільмі «Задоволення» вона зображала дівчину, що бере участь в рок-гурті (для ролі Робертс навчилася грати на ударних і бас-гітарі). 1987 року Робертс погодилася на роль у комедії «Містична піца», для якої їй довелося перефарбувати своє русяве волосся в рудий, що став згодом одним з її фірмових знаків. За цю картину Робертс отримала 50 000 доларів.
Але вже наступна роль Робертс змусила критику і аудиторію говорити про неї як про одну з найбільш багатообіцяючих акторок Америки. Захворівши на менінгіт, Робертс переїхала на лікування в передмістя Лос-Анджелеса Санта-Моніку. Близькість Голлівуду полегшила пошук ролей, і Робертс отримала другорядну, але важливу для сюжету роль Шелбі Летчері — дівчини, хворої на діабет, яка готується до власного весілля, у фільмі «Сталеві магнолії». Фільм став великим прокатним хітом, зібравши понад 80 мільйонів доларів в американських кінотеатрах, а Робертс за роль отримала «Золотий глобус» і номінацію на премію «Оскар» у категорії «Найкраща акторка другого плану».

### Прорив і визнання
Картина «Сталеві магнолії» вийшла на екрани США наприкінці 1989 року в «передоскарівських сезон». У цей час Робертс завершувала зніматися у фільмі з робочою назвою «$ 3000», яку він отримав за сумою грошей, яку, за сюжетом, багатий бізнесмен обіцяє жінці у проституції за проведений з ним тиждень. Головною зіркою фільму був популярний актор Річард Гір. Продюсери хотіли запросити відоме ім'я на головну жіночу роль Вів'єн Ворд, проте режисер Гаррі Маршалл переконав їх узяти Робертс.
За цю роль Робертс отримала чек на 300 000 доларів. Перший варіант фільму не мав хеппі-енду: спочатку планувалося, що Вів'єн буде наркоманкою, а умовою Едварда Луїса стане вимога тиждень утримуватися від дози; врешті Едвард викидає Вів'єн з машини і їде, а у фінальній сцені вона з подругою їде в автобусі в Діснейленд — мрію свого дитинства.
Однак після гучного успіху Робертс зі «Сталевими магноліями», які зробили з неї впізнавану акторку, Маршалл вирішив видалити всі найстрашніші сцени і перезняти фінал фільму. Змінили й назву «$ 3000»: стрічка тепер називалася «Красуня», за знаменитою піснею Роя Орбісона «Pretty Woman». «Красуня» вийшла на екрани США 23 березня 1990 року і, попри досить прохолодний прийом критики, заробила в прокаті 180 млн доларів, ставши другою за зборами картиною 1990 року, принісши Робертс другу поспіль номінацію на премію «Оскар» вже як кращій акторці і другу статуетку «Золотого глобуса».
Після феноменального успіху «Красуні» у глядачів в усьому світі (майже півмільярда доларів у світовому прокаті) Джулія Робертс стала повноцінною кінозіркою: «Красуня» і наступні «Коматозники» дозволили Робертс підвищити планку свого гонорару за наступний фільм «У ліжку з ворогом» до одного мільйона доларів.
На початку 1990 років Робертс випустила кілька «серйозних» фільмів поспіль: «У ліжку з ворогом» про жінку, яка тікає від чоловіка, що б'є її; «Померти молодим», де її героїня закохується в смертельно хворого; «Справа про пеліканів» — трилер за романом Джона Грішема за участю Дензела Вашингтона; дещо осібно стоять фільм Стівена Спілберга «Капітан Гак» і ряд чисто розважальних картин. Всі вони тією чи іншою мірою були популярними серед глядачів, проте успіху «Красуні» не повторили.
Глядачі знову хотіли бачити «красуню» Робертс в її коронному амплуа з широкою посмішкою. Однак нестабільне особисте життя Робертс не спонукало до вибору «веселих» сценаріїв. Робертс знімалася в невеликих ролях у Роберта Олтмена, в готичній драмі «Мері Рейллі» (перший фінансовий провал акторки) Стівена Фрірза, а також в епізодичній ролі у Вуді Аллена у фільмі «Всі говорять, що я люблю тебе» (1996). На цьому етапі Робертс зникла з поля зору публіки, переставши на час зніматися в кіно, а преса тут же заявила про занепад її кар'єри.
Ромком «Весілля кращого друга» 1997 року знову показав Джулію Робертс такою, якою її полюбили: іронічною комедіанткою з заразливим сміхом і широкою посмішкою. Фільм став фаворитом і у критики: провідний кіноколумніст США Роджер Еберт назвав виконання Робертс «блискучим».
За роллю ресторанного критикині Джуліанн Поттер з «Весілля кращого друга» були ще кілька касово успішних картин (нехай і з різним ступенем прихильності критики): найбільш прибутковими стали «Ноттінг Гілл» (1999, номінація для Робертс на «Золотий глобус», касові збори в світі склали 363 млн доларів), «Наречена-втікачка» (1999, касові збори в світі — 310 млн доларів), «Одинадцять друзів Оушена» (2001, збори в світі — 450 млн доларів).
Однак справжнім тріумфом стала біографічна роль у фільмі Стівена Содерберга «Ерін Брокович» (2000). Фільм не тільки став успішним комерційно (збори в світі склали 256 млн доларів), а й приніс п'ять номінацій на премію «Оскар», одну з яких отримала Робертс. Вручення їй золотої статуетки остаточно закріпило її статус як головної кінозірки Голлівуду і загальної улюблениці Америки. Крім «Оскара» акторка була удостоєна премії BAFTA і третього «Золотого глобуса».
Гонорари Робертс росли від фільму до фільму, і за картину «Посмішка Мони Лізи» вона отримала безпрецедентний в історії кінематографа гонорар для акторки в розмірі 25 млн доларів. Це, втім, не заважало Робертс брати участь в невеликих проєктах з бюджетом набагато меншим, — фільм «Близькість» з її участю, знятий за 27 мільйонів доларів, приніс більше 115 млн доларів в прокаті.
У 2007 році Робертс знялася в драмі «Війна Чарлі Вілсона» за участю лауреатів «Оскара» Тома Хенкса і Філіпа Сеймура Гоффмана, за який отримала номінацію на «Золотий глобус».
29 квітня 2010 Робертс в 12-й раз очолила список «найкрасивіших людей планети» за версією журналу People.
Джулія Робертс викупила права на екранізацію бестселера Елізабет Гілберт «Їж, молись, кохай», у якому зіграла головну роль.
У 2013 році Робертс зіграла одну з дочок героїні Меріл Стріп у трагікомедії «Серпень: Графство Осейдж». Критика вельми високо оцінила її акторську гру, вважаючи однією з кращих з часів фільму «Ерін Брокович». Акторка була знову номінована на премії «Оскар», «Золотий глобус», BAFTA і «Премію Гільдії кіноакторів США» в категорії «Краща жіноча роль другого плану» в 2014 році. Потім Робертс знялася у фільмах «Звичайне серце» (2014 року), «Таємниця в їхніх очах» (2015), «Фінансовий монстр» (2016), «Нестерпні леді» (2016) і «Смурфіки: Загублена село» (2017).
У 2018 році фільмографія Робертс розширилася на 2 проєкти. На Міжнародному кінофестивалі в Торонто була показана драма «Повернути Бена», де акторка знялася в ролі матері парубка, який втік з реабілітаційного центру до батьків. Пізніше виявляється, що Бен (Лукас Хеджес) знаходиться в небезпеці.
У листопаді 2018 стартував показ драматичного серіалу «Повернення додому». Робертс втілила на екрані образ соціального психолога, яка допомагає солдатам повернутися до звичного цивільного життя. Одного разу героїня Робертс розуміє, що сама має психічний розлад. Рік став для Робертс переломним. Акторка офіційно заявила про те, що більше не буде з'являтися в своєму улюбленому жанрі романтичної комедії. Її всерйоз зацікавила робота на телебаченні в великих драматичних проєктах.

## Особисте життя
У 1990-ті роки Джулія Робертс була відома не тільки успішними кінофільмамм, а й бурхливим особистим життям. У числі знаменитостей, з якими вона мала стосунки, можна назвати Кіфера Сазерленда, Метью Перрі, Ліама Нісона, Деніела Дей-Льюїса, Бенджаміна Бретта. Перший шлюб Робертс з актором і кантрі-співаком Лайлом Ловеттом, укладений в 1993 році, тривав менше двох років.
4 липня 2002 року вона одружилася з кінооператором Деніелом Модером. 28 листопада 2004 року народила двійню — дівчинка Хезел Патріша і хлопчик Фіннеас Волтер. Пологи відбулися за 4 тижні до терміну, проте ніяких ускладнень не спостерігалося. 18 червня 2007 року Робертс народила хлопчика вагою 3,8 кг. Генрі Деніела Модера.
Робертс із сім'єю проживає в своєму пентхаусі в Нью-Йорку (на Мангеттені) і на ранчо в Тахо. У неї також є особняк в Малібу, Каліфорнія. Робертс володіє кінокомпанією «Om Red Films», крім того, вона активно займається благодійністю. 2005 року статки акторки оцінювалися журналом Forbes в 250 мільйонів доларів.
Робертс — мати трьох дітей і турботлива тітка. Вона зіграла велику роль в долі своєї племінниці, дочки брата Еріка, Емми Робертс, яка також стала акторкою. Після скандального розлучення батьків Емма залишилася з матір'ю без даху над головою, і саме тітка надала жінці з дитиною допомогу. Надалі вона завжди дбала про племінницю і навіть відмовляла її одружуватись з актором Еваном Пітерсом через молодий вік племінниці. Пара заручилася, але на початку 2016 року остаточно розлучилася.
З особистістю Робертс пов'язана скандальна історія смерті її зведеної сестри Ненсі Моутс. Вона негативно відгукувалася про Робертс, яка, нібито, знущалася і жартувала над сестрою. За офіційною версією, 37-річна Ненсі Моутс померла від передозування наркотиками, хоча американські таблоїди не виключають самогубство. У передсмертній записці цілих три сторінки були присвячені зведеній сестрі, де Ненсі звинувачувала Джулію в небажанні спілкуватися з нею, в забороні бачитися з хворою матір'ю. Робертс не стала коментувати нападки сестри після її смерті, скасувала участь у всіх розважальних заходах.
За віросповіданням — індуїстка. 2010 року в інтерв'ю Робертс сказала, що разом з чоловіком і дітьми регулярно відвідує індуїстські храми з метою «співати, молитися і святкувати». Джулія Робертс — законодавиця моди в плані зачісок.

## Фільмографія
Фільми Робертс, які зібрали найбільше касових зборів станом на 2021 рік, включають: 
- Красуня (1990)
- Капітан Гак (1991)
- У ліжку з ворогом (1991)
- Справа пеліканів (1993)
- Весілля найкращого друга (1997)
- Ноттінґ Гілл (1999)
- Наречена-втікачка (1999)
- Ерін Брокович (2000)
- Одинадцять друзів Оушена (2001)
- Дванадцять друзів Оушена (2004)
- Війна Чарлі Вілсона (2007)
- День святого Валентина (2010)
- Їсти, молитися, кохати (2010)
- Білосніжка: Помста гномів (2012)
- Грошова пастка (2016)
- Диво (2017)

## Нагороди та номінації
| Нагорода                       | Рік  | Категорія                                             | Фільм/Телесеріал              | Результат |
| ------------------------------ | ---- | ----------------------------------------------------- | ----------------------------- | --------- |
| Оскар                          | 1990 | Найкраща жіноча роль другого плану                    | Сталеві магнолії              | Номінація |
| Оскар                          | 1991 | Найкраща жіноча роль                                  | Красуня                       | Номінація |
| Оскар                          | 2001 | Найкраща жіноча роль                                  | Ерін Брокович                 | Перемога  |
| Оскар                          | 2014 | Найкраща жіноча роль другого плану                    | Серпень: Графство Осейдж      | Номінація |
| BAFTA                          | 1991 | Найкраща жіноча роль                                  | Красуня                       | Номінація |
| BAFTA                          | 2001 | Найкраща жіноча роль                                  | Ерін Брокович                 | Перемога  |
| BAFTA                          | 2014 | Найкраща жіноча роль другого плану                    | Серпень: Графство Осейдж      | Номінація |
| Золотий глобус                 | 1990 | Найкраща жіноча роль другого плану                    | Сталеві магнолії              | Перемога  |
| Золотий глобус                 | 1991 | Найкраща жіноча роль у комедії або мюзиклі            | Красуня                       | Перемога  |
| Золотий глобус                 | 1998 | Найкраща жіноча роль у комедії або мюзиклі            | Весілля мого найкращого друга | Номінація |
| Золотий глобус                 | 2000 | Найкраща жіноча роль у комедії або мюзиклі            | Ноттінг Гілл                  | Номінація |
| Золотий глобус                 | 2001 | Найкраща жіноча роль у драмі                          | Ерін Брокович                 | Перемога  |
| Золотий глобус                 | 2008 | Найкраща жіноча роль другого плану                    | Війна Чарлі Вілсона           | Номінація |
| Золотий глобус                 | 2010 | Найкраща жіноча роль у комедії або мюзиклі            | Подвійна гра                  | Номінація |
| Золотий глобус                 | 2014 | Найкраща жіноча роль другого плану                    | Серпень: Графство Осейдж      | Номінація |
| Золотий глобус                 | 2019 | Найкраща жіноча роль другого плану в серіалі — драма  | Повернення додому             | Номінація |
| Еммі                           | 1999 | Найкраща запрошена акторка в драматичному телесеріалі | Закон і порядок               | Номінація |
| Премія Гільдії кіноакторів США | 2001 | Найкраща жіноча роль                                  | Ерін Брокович                 | Перемога  |
| Премія Гільдії кіноакторів США | 2014 | Найкраща жіноча роль другого плану                    | Серпень: Графство Осейдж      | Номінація |